# Balivo di Jersey

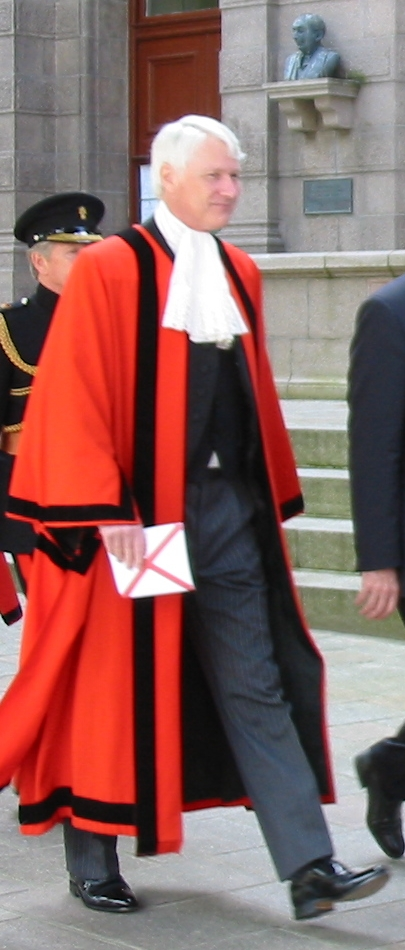
Michael Birt (nominato nel 2009), terzultimo Balivo di Jersey.

Quello che segue è un elenco dei Balivi dell'Isola di Jersey. 
Nel 1290, vennero nominati per la prima volta dei balivi separati al governo per Guernsey e Jersey anche se l'officio appare riconducibile già a un secolo prima.

## XVI secolo
- Hostes Nicolle 1561-1564
- John Dumaresq 1566-1583
- George Paulett 1583-1586
- John Dumaresq 1586-1587
- George Paulett 1587-1591
- John Dumaresq 1591-1594
- George Paulett 1594-1614

## XVII secolo
- Jean Herault 1614-1621
- William Parkhurst 1622-1624
- Jean Herault 1624-1626
- Philippe de Carteret 1627-1643
- Michel Lemprière 1643
- George de Carteret 1643-1651
- Michel Lemprière 1651-1660
- George de Carteret 1660-1661
- Philippe de Carteret 1661-1662
- Philippe de Carteret 1662-1665
- Edouard de Carteret 1665-1682
- Philippe de Carteret 1682-1693
- Edouard de Carteret 1694-1703

## XVIII secolo
- Charles de Carteret 1703-1715
- John, Lord Carteret 1715-1763

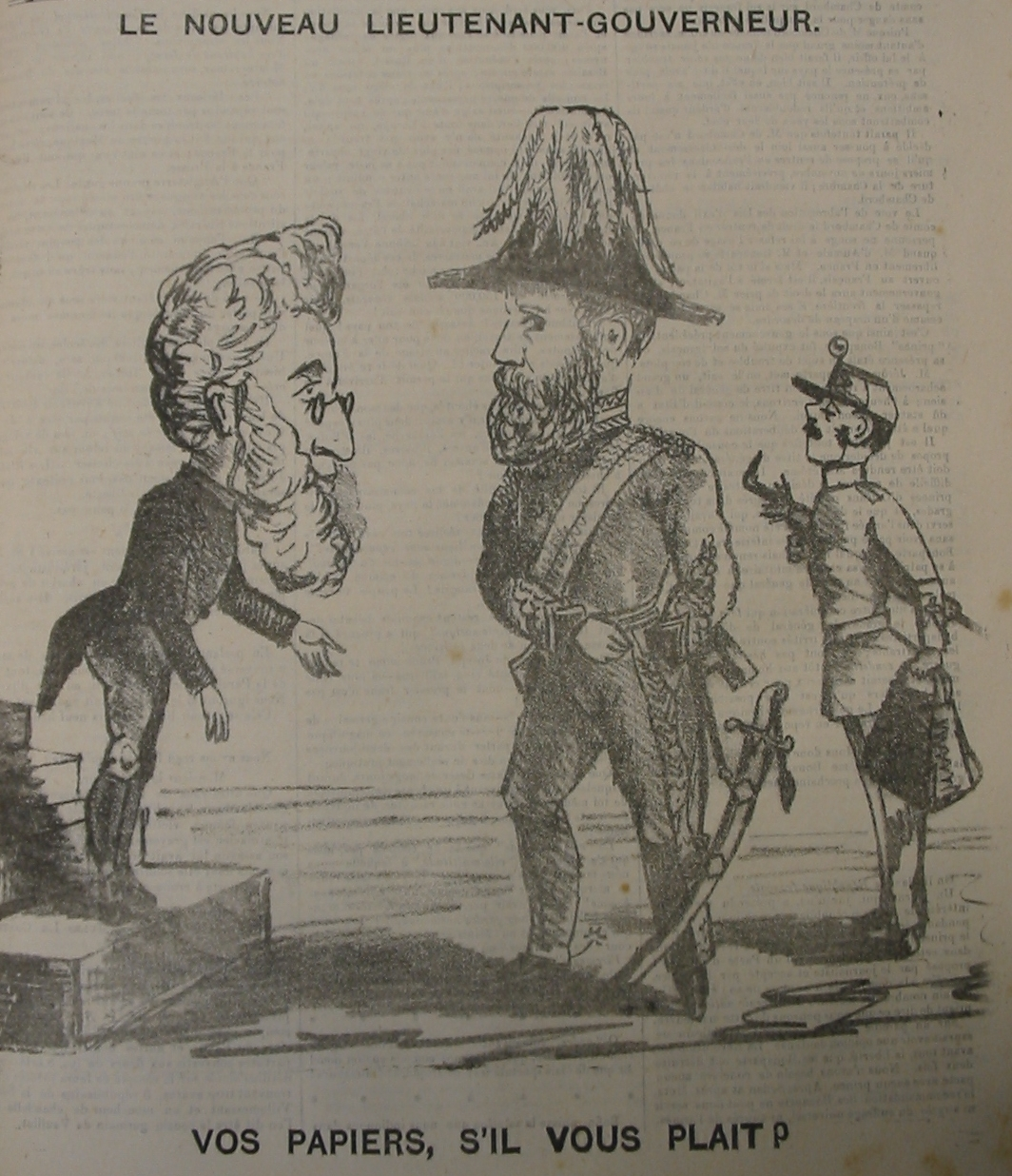
In questa caricatura del 1873 vediamo il balivo di Jersey Jean Hammond congratularsi col nuovo Luogotenente Governatore da poco nominato

- Robert Carteret, III conte Granville 1763-1776
- Henry Frederick, Lord Carteret 1776-1826

## XIX secolo
- Thomas Le Breton 1826-1831
- Jean de Veulle 1831-1848
- Thomas Le Breton 1848-1857
- Jean Hammond 1858-1880
- Robert Pipon Marett 1880-1884
- George Clement Bertram 1884-1898
- Edouard Charles Malet de Carteret 1898

## XX secolo
- W. H. Venables Vernon 1899-1931

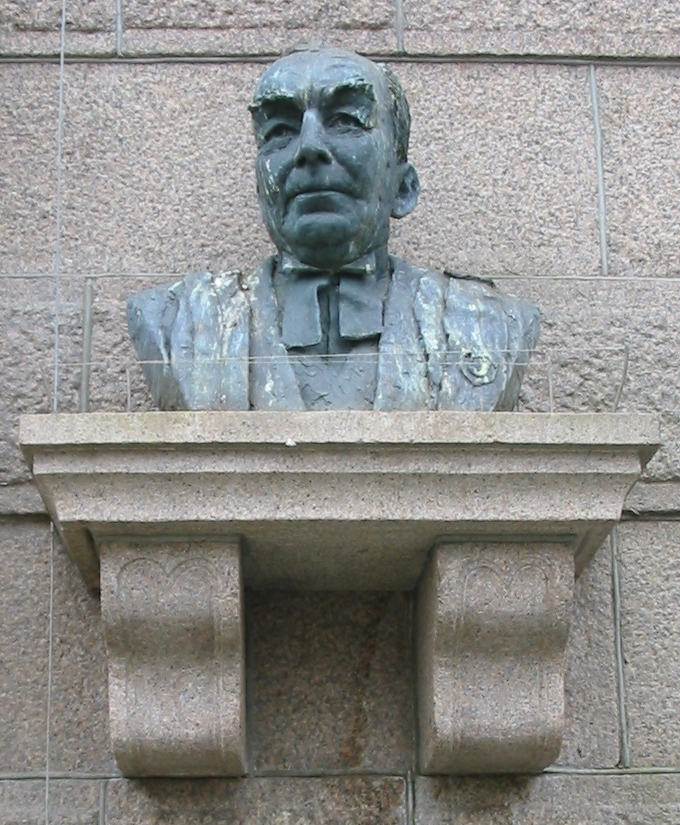
Lord Coutanche, balivo dal 1935 al 1962

- Charles E. Malet de Carteret 1931-1935
- Alexander Coutanche 1935-1962
- Cecil Stanley Harrison 1962
- Robert Le Masurier 1962-1975
- Frank Ereaut 1975-1985
- Peter Crill 1986-1995
- Philip Bailhache 1995-2009

## XXI secolo
- Michael Birt 2009-2015[1]
- William Bailhache 2015-2019[2]
- Timothy Le Cocq 2019-in carica[3]